# Jacques Haurogné
 (novembre 2015).
Jacques Haurogné, né en 1961, est chanteur, comédien, et directeur artistique.

## Biographie
Jacques Haurogné suit une formation de régisseur-administrateur de théâtre à l’ENSATT (rue Blanche), puis une formation de chanteur au Studio des Variétés. Il crée par la suite 27 spectacles différents en France et à l'étranger.
Son premier tour de chant a lieu au théâtre Le Tourtour en 1987. Il se produit par la suite dans de nombreuses salles parisiennes telles que le Casino de Paris, le Théâtre de la Ville, le Théâtre des Champs-Élysées, la Comédie des Champs Élysées, le Théâtre Montparnasse, l’Olympia (1991), la salle Pleyel, le Théâtre national de Chaillot et les Folies Bergère dont il dirige la revue de 1993 à 1995.
Il réalise de nombreuses tournées, seul ou avec d'autres chanteurs (Maurane, Nicole Croisille, Quincy Jones et Barbara Hendricks, Michel Legrand, Xavier Lacouture, Anne Sylvestre, Léo Ferré, Diane Dufresne…).
Il publie de nombreux albums dont Amour potentiel (produit en 1988 par Michel Jonasz). Il enregistre neuf albums pour enfants dont quatre autour des Fabulettes d’Anne Sylvestre, et réalise pour eux des spectacles où il présente les répertoires de Francis Lemarque, Charles Trenet, et Henri Salvador.

### Distinction
- Chevalier des Arts et des Lettres en 2005[5].

## Discographie
- 2015 : Oh les mains 1 et Oh les mains 2, livres-disques pour enfants, éditions des Braques[6]
- 2013 : Radio Trenet. Haurogné chante Trenet, compilation
- 2013 : Charles Trenet pour les enfants chanté par Jacques Haurogné - Victorie Music
- 2013 : Le Jardin extraordinaire, Haurogné chante Trenet ; et livre-disque (orchestre du Splendid)
- 2011 : Doudou perdu. Les fabulettes d'Anne Sylvestre - Victorie Music
- 2009 : Ménagerimes : de A comme araignée à Z comme zébu..., 26 poèmes de Joël Sadeler ; chantés par Jacques Haurogné ; mis en musique par Thibault Maillé ; piano Ezequiel Spucches ; illustrations de Martin Jarrie, Didier Jeunesse — album accompagné d'un CD
- 2008 : Faut rigoler. Jacques Haurogné chante Henri Salvador - Victorie Music
- 2007 : L'Arbre à musique. Jacques Haurogné chante le bestiarire de Francis Lemarque - Victorie Music ; 2010, livre-disque édité par les éditions des Braques
- 2007 :  L'île en l'eau. Jacques Haurogné chante les Fabulettes de Anne Sylvestre - Victorie Music
- 2006 : Rutabaga Swing
- 2005 : Clasica Y Moderna
- 2002 : Haurogné chante Les Fabulettes Capitaine Jako
- 2001 : Haurogné 4 voix
- 1999 : Haurogné chante les Fabulettes Inspecteur Jako
- 1999 : Fenêtres
- 1998 : La Comptine à Titine
- 1989 : Album bleu
- 1988 : Amour potentiel

## Doublage
- Sonic le Rebelle : Sonic (voix chantée)